# Menachem Mendel Schneerson
Menachem Mendel Schneerson (Hebreeuws: מנחם מנדל שניאורסון, Jiddisch: מנחם מענדל שניאורסאהן) (Mykolajiv, 5 april 1902 - Manhattan, 12 juni 1994), bij velen bekend als de Lubavitcher Rebbe of simpelweg als de Rebbe, was een in het Keizerrijk Rusland geboren Amerikaanse orthodox-joodse rabbijn en de laatste rebbe van de chassidische beweging Chabad-Lubavitch. Hij wordt beschouwd als een van de meest invloedrijke Joodse leiders van de twintigste eeuw. 

## Levensloop
Menachem Mendel Schneerson werd op 5 april 1902 in Mykolajiv, gouvernement Cherson in het Keizerrijk Rusland (het huidige Oekraïne) geboren. Zijn vader was rabbijn Levi Yitzchak Schneerson (1878-1944), een bekende talmoedische geleerde op het gebied van Kabbala en de Joodse wetgeving. Zijn moeder was rebbetzin Chana Schneerson (1880-1964). In 1907, toen Schneerson zes jaar oud was, verhuisde het gezin naar Jekaterinoslav (tegenwoordig Dnipro), waar zijn vader als opperrabbijn van de stad werd aangesteld. In 1939 werd zijn vader echter naar Kazachstan verbannen door de Sovjets, alwaar hij in 1944 stierf. Schneerson had twee jongere broers: Dov Ber, die in 1944 door nazi’s werd vermoord, en Yisrael Aryeh Leib, die in 1952 plotseling stierf terwijl hij doctoreerde aan de universiteit van Liverpool.

#### Berlijn
In 1928 verhuisde Schneerson met zijn vrouw Chaya naar Berlijn. Hij studeerde wiskunde, natuurkunde en filosofie aan de Universiteit van Berlijn.
Tijdens zijn verblijf in Berlijn moedigde zijn schoonvader Yosef Yitzchak hem aan om meer op de voorgrond te treden, maar Schneerson beschouwde zichzelf vooral als een introvert persoon. In Berlijn ontmoette hij Joseph B. Soloveitchik, ze kregen een hechte vriendschap die voortduurde toen ze naar Amerika emigreerden. In 1933 ontmoette hij ook Chaim Elazar Shapiro en de talmoedist Shimon Shkop. Gedurende deze tijd hield hij een dagboek bij waarin hij zorgvuldig zijn privégesprekken met zijn schoonvader documenteerde, evenals de kabbalistische correspondentie met zijn vader.

#### Parijs
In 1933 verliet Schneerson Berlijn vanwege de opkomst van het nazisme en vestigde zich in Parijs. Hij bleef zich namens zijn schoonvader inzetten voor religieuze gemeenschapsactiviteiten. Hij studeerde mechanica en elektrotechniek aan de 'École spéciale des travaux publics, du bâtiment et de l'industrie', een grande école in de wijk Montparnasse. In juli 1937 studeerde hij af en behaalde zijn diploma. In november 1937 schreef hij zich in aan de Universiteit van Parijs, waar hij wiskunde studeerde tot de Tweede Wereldoorlog uitbrak in 1939.
Op 11 juni 1940, drie dagen voordat Parijs in handen kwam van de nazi's, vluchtten Schneerson en zijn vrouw naar Vichy en later naar Nice, waar ze bleven tot hun uiteindelijke vlucht uit Europa in 1941.

#### New York
In 1941 ontsnapte Schneerson uit Europa via Lissabon, Portugal. Schneerson en zijn vrouw Chaya Mushka arriveerden op 23 juni 1941 in New York.
Kort na zijn aankomst benoemde zijn schoonvader hem tot directeur en voorzitter van de drie centrale organisaties van de Chabad: Merkos L'Inyonei Chinuch, Machneh Israel en Kehot Publication Society. Hierdoor stond Schneerson aan het roer van de joodse educatieve en sociale diensten en publicatienetwerken. 
In de jaren veertig werd Schneerson een genaturaliseerd Amerikaans staatsburger en, als bijdrage aan de oorlogsinspanning, bood hij zich aan bij de Brooklyn Navy Yard, waarbij hij zijn elektrotechnische achtergrond gebruikte om bedradingsschema's te tekenen voor het slagschip USS Missouri (BB-63), en ander geclassificeerd militair werk. 
Als voorzitter en hoofdredacteur van Kehot publiceerde Schneerson de werken van de eerdere rebbes van Chabad. Hij publiceerde ook zijn eigen werken, waaronder de Hayom Yom in 1943 en de Hagadda in 1946. 
Tijdens een bezoek aan Parijs in 1947 richtte hij een meisjesschool op en werkte hij samen met lokale organisaties om te helpen bij de huisvesting van Joodse vluchtelingen en ontheemden van de Holocaust.

## Rebbe van Chabad-Lubavitch
Van 1950 tot zijn dood in 1994 was Schneerson de rebbe van de Chabad-Lubavitch.
In 1951 richtte hij een vrouwenorganisatie en een jongerenorganisatie op in Israël. Datzelfde jaar stuurde Schneerson zijn eerste afgezant naar Marokko en richtte scholen en een synagoge op voor de Marokkaans-Joodse gemeenschap. In 1958 richtte Schneerson scholen en synagogen op in Detroit, in Milaan en in Londen. 
In 1973 begon Schneerson een Chanoeka-campagne, waarin hij alle joden wereldwijd aanmoedigde hun eigen menora aan te steken.
In 1978 verzocht het Amerikaans Congres president Jimmy Carter om Schneerson's verjaardag aan te wijzen als de nationale onderwijsdag in de Verenigde Staten. Het wordt sindsdien herdacht als de Education and Sharing Day. In 1994 ontving hij postuum de Congressional Gold Medal voor zijn "voortdurende bijdragen aan verbeteringen in het wereldonderwijs, de moraal en liefdadigheidsacties". 
In 1979, tijdens de Islamitische Revolutie en de Iraanse gijzelingscrisis, zou Schneerson regelingen getroffen hebben om duizenden Joodse jongeren uit Iran over te brengen naar de Verenigde Staten.

## Privé

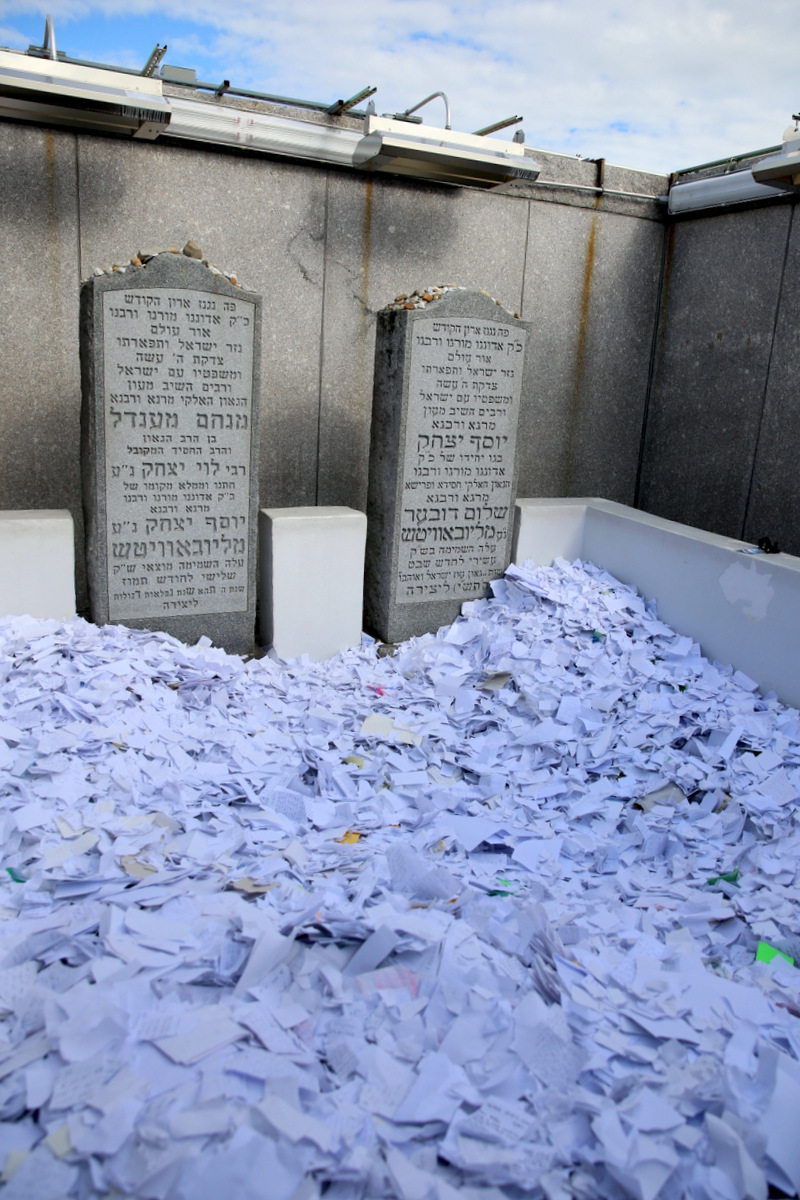
Het graf van Menachem Mendel Schneerson en die van zijn schoonvader Yosef Yitzchak Schneersohn in Queens

In 1923 bezocht Schneerson de zesde rebbe van Chabad-Lubavitch, Yosef Yitzchak Schneersohn (1880-1950), en stapte in 1928 met zijn dochter Chaya Mushka (1901-1988) in Warschau in het huwelijksbootje. Menachem Mendel en Chaya Mushka waren ruim 60 jaar getrouwd en bleven kinderloos. 
Schneerson was een polyglot en sprak dus meerdere talen, waaronder het Engels, het Russisch, het Hebreeuws, het Jiddisch, het Duits en het Italiaans.
In 1947 verhuisde zijn moeder, Chana Schneerson (1880-1964), op zijn verzoek naar New York. Schneerson had een hechte band met zijn moeder. Zo zou hij haar elke dag (en op vrijdagen zelfs tweemaal per dag) bezoeken om samen thee te drinken. In 1964 stierf Chana Schneerson op 84-jarige leeftijd. 
Scheerson overleed op 12 juni 1994 in Manhattan. Schneerson werd in Queens, naast zijn schoonvader Yosef Yitzchak Schneersohn, begraven. Het graf van Schneerson wordt door velen beschouwd als een heilige plaats. Het Israëlisch dagblad Yediot Ahronot beschreef het graf van Schneerson als "de Amerikaanse Westelijke Muur", waar duizenden mensen, Joden en niet-Joden, bij elkaar komen om te bidden.